# IC 5068
IC 5068 ist ein Emissionsnebel im Sternbild Cygnus. Das Objekt, das einen Abschnitt des Pelikannebels (IC 5070) darstellt, wurde im Jahre 1899 von Thomas Espin entdeckt.